# No-go-zon

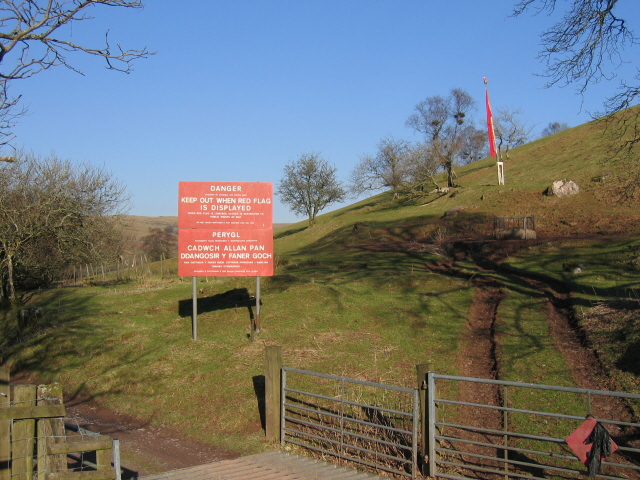
En no-go-zon vid en militär träningsanläggning.

No-go-zon är en politisk och kontroversiell term för ett område i en tätort som någon våldsbenägen grupp, till exempel paramilitär eller kriminellt nätverk eller andra grupper har tagit kontroll över så att området är utom kontroll för staten med dess myndigheter (polis, militär etc.)
Det syftar ofta på områden som enbart kan beträdas av en liten grupp, eller på områden det är riskabelt att befinna sig i. En no-go-zon kan också beteckna ett område under insurrektion där staten förlorat sin suveränitet. No-go-zon är ursprungligen ett slanguttryck som den amerikanska militären använde som benämning för områden som kontrollerades av rebeller. I Sverige har termen börjat användas som en beskrivning av områden i tätorter som är särskilt utsatta för våld och kriminalitet, och där polisen har färre möjligheter att bekämpa brottslighet.[källa behövs]

## Storbritannien

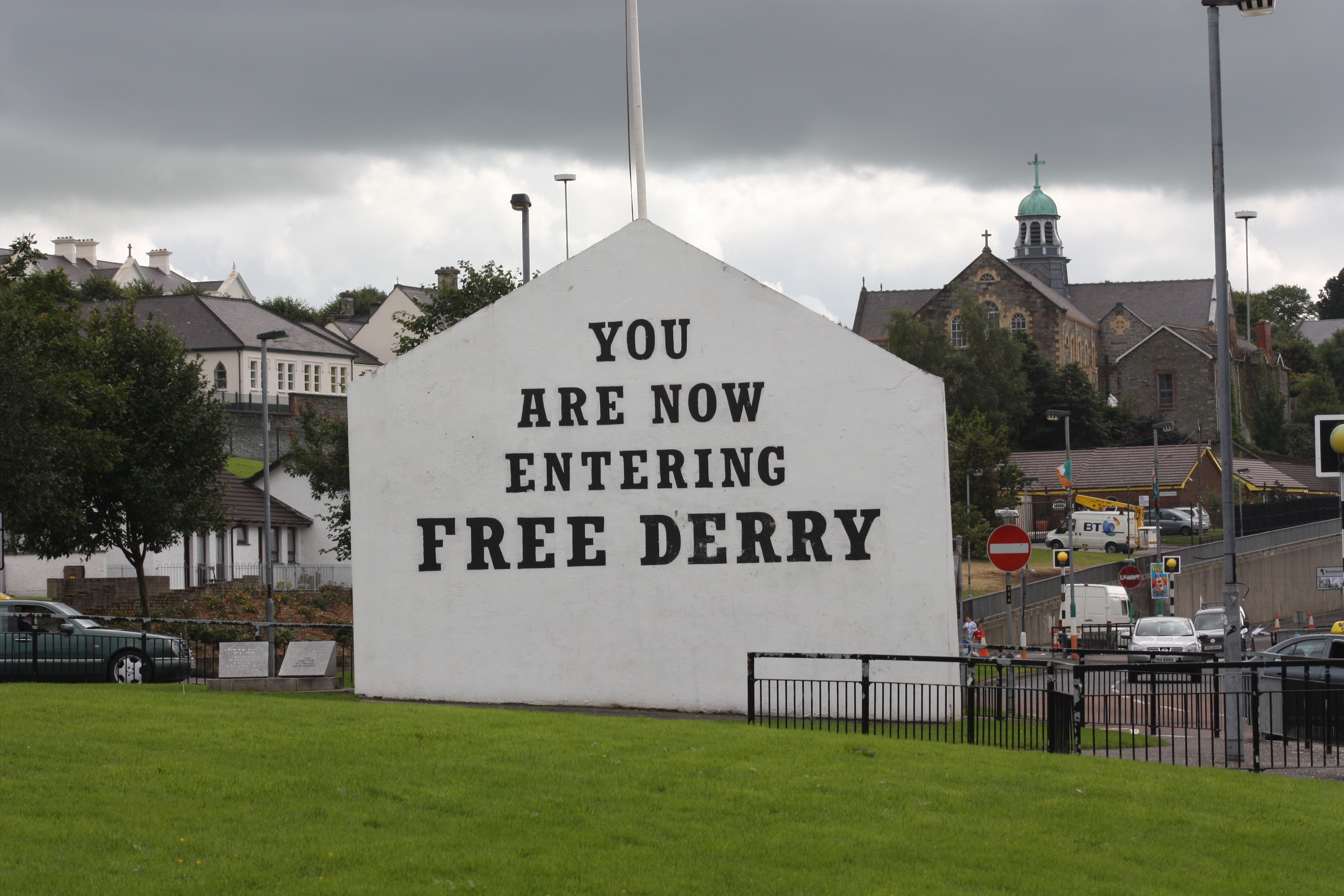
Free Derry Corner.

BBC använder 2011 begreppet no go area om de delar av staden Derry på Nordirland som 1969–1972 kontrollerades av Provisoriska IRA.

## Sverige

### Termenno-go-zoni svensk debatt
Svenska myndigheter använder inte termen no-go-zon, utan talar istället om de utsatta områden som polisen definierar. Begreppet kom dock att bli mer vanligt förekommande i svensk debatt efter att en ledarartikel skriven av Per Gudmundson med rubriken "55 'no go'-zoner i Sverige" publicerades i Svenska Dagbladet den 28 oktober 2014. I artikeln argumenterar Gudmundson för att "no-go-zoner" är en passande benämning för det som polisen kallar för utsatta områden, där "lokala kriminella nätverk anses ha en stor negativ påverkan på omgivningen". Exempel på de kriminella nätverkens påverkan är att ambulans vill ha eskort av polis och att polisen gör särskilda förberedelser kring ingripanden. I en intervju med Radio Sweden ifrågasätter en polischef i ett utsatt område Gudmundsons argument genom att hävda att polisens närvaro och arbete är uppskattat av majoriteten av de boende i utsatta områden, och hävdar vidare att han anser att go-go-zoner vore en mer passande benämning.
Termen blev återigen föremål för debatt under 2015 i samband med att Ungerns regering initierade en folkomröstning om ja eller nej till EU-ledd omfördelning av flyktingar. Under folkomröstningskampanjen så spred regeringssidan – som var emot omfördelning av kvotflyktingar – ett flygblad som bestod av en karta över Europa med röda prickar som markerade områden som benämndes "no-go-zoner". De röda prickarna över Sverige på flygbladet ledde till att Sveriges ambassad i Budapest utfärdade en dementi där man förklarade att det inte finns några verkliga no-go-zoner i Sverige. I sin valkampanj 2018 argumenterade Moderaterna för att det i Stockholm enbart ska finnas "go-zoner" istället för "no-go-zoner".
Enligt Dagens Nyheters faktagranskning 2018 finns det inte något område i Sverige dit polisen inte åker ut på larm, men tidvis har de haft stora problem med stenkastning i specifika områden. Företrädare för räddningstjänst och ambulansverksamheter i Stockholm och Malmö säger att de kommer där det brinner, men de kan behöva poliseskort vid enstaka hotfulla situationer, dock inte kopplat till något specifikt område. Postnord kan tillämpa utdelningsstopp några dagar av säkerhetsskäl, och det finns platser där de inte leverera paket, men det finns inget bostadsområde där de generellt inte kan fullgöra sitt samhällsuppdrag. Kollektivtrafik kan tillfälligt ställa in eller ändra turer vid stenkastning, skadegörelse eller hot, och turer har för många år sedan permanent lagts om av säkerhetsskäl. Parkeringsvakter går två och två till vissa områden eller undviker dem.

## Turkiet
I Turkiet användes ett begrepp motsvarande "befriade zoner" under statskuppen under 1980-talet, för att beskriva de områden där civila hölls fångna av terrorister. Dessa zoner kallades "befriade" av terroristgrupperna.

## Israel och Palestina
I sin rapport för år 2017 uppgav Human Rights Watch att israeliska myndigheter utfärdat no-go-zoner i Gazaremsan. Detta med uppmuntran till israeliska soldater i området att gå till attack mot de som beträder områdena. Den israeliska regeringen har motiverat detta med att no-go-zonerna förhindrar attacker över gränserna.